# São João do Oeste
Pour les articles homonymes, voir São João.
São João do Oeste est une ville brésilienne située dans la mésorégion Ouest de Santa Catarina, dans l'État de Santa Catarina.

## Généralités
La municipalité de São João do Oeste fut créée le 12 décembre 1991 avec effet au 1er janvier 1993, formée principalement par démembrement de la municipalité d'Itapiranga. Sa population est principalement d'origine allemande et vit à 75 % environ en zone rurale.

## Géographie
São João do Oeste se situe par une latitude de 27° 05' 05" sud et par une longitude de 53° 35' 38" ouest, à une altitude de 320 mètres.
Sa population était de 6 035 habitants au recensement de 2010. La municipalité s'étend sur 164 km2.
Elle fait partie de la microrégion de São Miguel do Oeste, dans la mésorégion Ouest de Santa Catarina.

## Histoire
La région de la municipalité actuelle de São João do Oeste fut colonisée par la Volksverein, une entité du Rio Grande do Sul, qui fit l'achat des terres, les répartit en parcelles et incita des colons (principalement des agriculteurs du Rio Grande do Sul), à venir s'y installer.
La première communauté de la ville elle-même s'installe en 1932, avec la célébration d'une messe par le père Teodoro Treis. À partir de cette date, des colons arrivent dans la ville, acquièrent des terres, les déforestent et prennent possession de leurs propriétés.
D'autres localités se développent également dès 1926, notamment grâce à la proximité de cours d'eau qui en facilite l'accès. Après l'arrivée d'un nombre significatif de colons, les travaux pour la construction d'une chapelle et d'une école commencent, à l'initiative des pères catholique. Comme prévu dans les statuts de la Volksverein, tous les colons étaient catholiques et d'origine allemande. Pendant de nombreuses années, le développement de la localité fut très lente, entravée par les difficultés de communiquer et de commercer. L'approvisionnement des premiers colons se faisait par le rio Uruguai. Les autres voies de communication n'étaient à l'époque que des chemins d'un mètre de large, des meterweg, construits par les agriculteurs à la pelle et à la pioche. Ces chemins de terres furent ensuite élargis et donnèrent naissance, dans la plupart des cas, aux routes actuelles.

## Administration

### Liste des maires
Depuis son émancipation de la municipalité d'Itapiranga en 1991, São João do Oeste a successivement été dirigée par :
| Période | Période | Identité               | Étiquette | Qualité |
| ------- | ------- | ---------------------- | --------- | ------- |
| 1993    | 1996    | Ottmar José Schneiders | PTB       |         |
| 1997    | 2004    | Rudi Aloísio Rasch     | PDT       |         |
| 2005    | 2008    | Rolf Harry Trebien     | PMDB      |         |
| 2009    | 2012    | Sérgio Luís Theisen    | PT        |         |

### Divisions administratives
La municipalité est constituée d'un seul district, siège du pouvoir municipal.

## Villes voisines
São João do Oeste est voisine des municipalités (municípios) suivantes :
- Iporã do Oeste
- Itapiranga
- Mondaí
- Tunápolis